# Zona metropolitana de Tapachula
La Zona Metropolitana de Tapachula  es una conurbación de municipios ubicada en la región Soconusco que en el estado de Chiapas, conformada por tres municipios del centro de: Tapachula y Tuxtla Chico.

## Población (2020)
| Municipio    | Población | Superficie (km2) | Densidad |
| ------------ | --------- | ---------------- | -------- |
| Tapachula    | 353 706   | 980.1            | 360.89   |
| Tuxtla Chico | 41 024    | 857              | 247.5    |
| Total        | 394 730   | 1 837.1          | 608.39   |